# سر قلعة (ماهرو)
سر قلعة (بالإنجليزية: Sar Qaleh, Zaz va Mahru)‏ هي منطقة سكنية تقع في إيران في قسم ماهرو الریفي. يقدر عدد سكانها بـ 199 نسمة .